# 秧歌 (曲艺)
秧歌是起源于中国汉族地区农业劳动之余的一种以即兴歌唱为主要表现方式的曲艺形式，历经数百年的发展，在不同的地区产生了许多种不同的唱腔。

## 秧歌舞
在今天中国北方的多数地区，其表现方式也从最初的歌唱，改变为街头舞蹈的形式，即秧歌舞。

## 秧歌戏
而在一些相对封闭的山区和黄土高原地区，秧歌则还保留着最初的歌唱的形式，如在今天的山西省一带有晋中秧歌（也称太谷秧歌、祁太秧歌等），沁源秧歌，繁峙秧歌，临县伞头秧歌，河北省石家庄太行山地区流传的平山秧歌（西调秧歌）等。

## 晋中秧歌
其中，晋中秧歌在民国时期已经发展成为形制齐全的戏曲剧种。